# 1998 في السودان
فيما يلي الأحداث التي وقعت خلال عام 1998 في السودان.

## الحكم
- الرئيس: عمر البشير.
- نائب الرئيس:
  - علي عثمان طه (الأول)
  - جورج كونغور أروب (الثاني)

## أحداث

### سبتمبر
- 18 سبتمبر - الأمم المتحدة تدين ليبيا والسودان وجمهورية الكونغو الديمقراطية لانتهاكها الحظر الجوي الذي فرضته الأمم المتحدة على ليبيا. [1]

### أكتوبر
- مجاعة السودان.[2][3]